# Chebská pahorkatina
Das Chebská pahorkatina (deutsch etwa: Egerer Hügelland, auch Egerer Hochebene) ist eine Untereinheit der etwas über das landläufig als Fichtelgebirge bezeichnete Gebiet hinausgehenden geomorphologischen Haupteinheit Smrčiny (Fichtelgebirge) nach tschechischem System.
Geomorphologische Einteilung Tschechiens mit Haupteinheit Smrčiny (rot markiert)

## Lage und Ausdehnung
Das Chebská pahorkatina liegt westlich von Cheb an der tschechisch-deutschen Grenze und umfasst ein Gebiet zwischen Cheb, Pomezí nad Ohří, Konnersreuth und Waldsassen. Es entspricht in etwa dem tschechischen Anteil am Hohen Fichtelgebirge sowie an der Naab-Wondreb-Senke. Die höchste Erhebung ist der Výhledy mit 656 m.n.m an der Südostabdachung des Kohlwaldes.
Gegen Norden schließt sich in der Hazlovská pahorkatina (Haslauer Hügelland) bei Hazlov, die in etwa den tschechischen Anteil an der Selb-Wunsiedeler Hochfläche einnimmt, eine weitere Untereinheit des Fichtelgebirges an. Nordöstlich und östlich folgt das Chebská pánev (Egerbecken), südlich der Dyleňský les (Tillenberger Wald) rund um den Dyleň (Tillen) im Český les (Böhmischer bzw. Oberpfälzer Wald).
Bezirke des Chebská pahorkatina bilden – getrennt durch das Tal der Odrava – die Výhledská vrchovina (Oberkunreuther Bergland) und die Hrozňatovská pahorkatina (Kinsberger Hügelland).

## Geomorphologische Klassifizierung
- System: Hercynisch
- Untersystem: Hercynisches Gebirge
- Provinz: Böhmische Masse (Česká vysočina)
- Subprovinz: Krušnohorská subprovincie (Erzgebirgs-Subprovinz)
- Gebiet: Krušnohorská hornatina
- Haupteinheit: Fichtelgebirge (Smrčiny)
- Untereinheit: Chebská pahorkatina (Egerer Hügelland)
- Bezirke: Výhledská vrchovina und Hrozňatovská pahorkatina